# Vysočany (Praag)

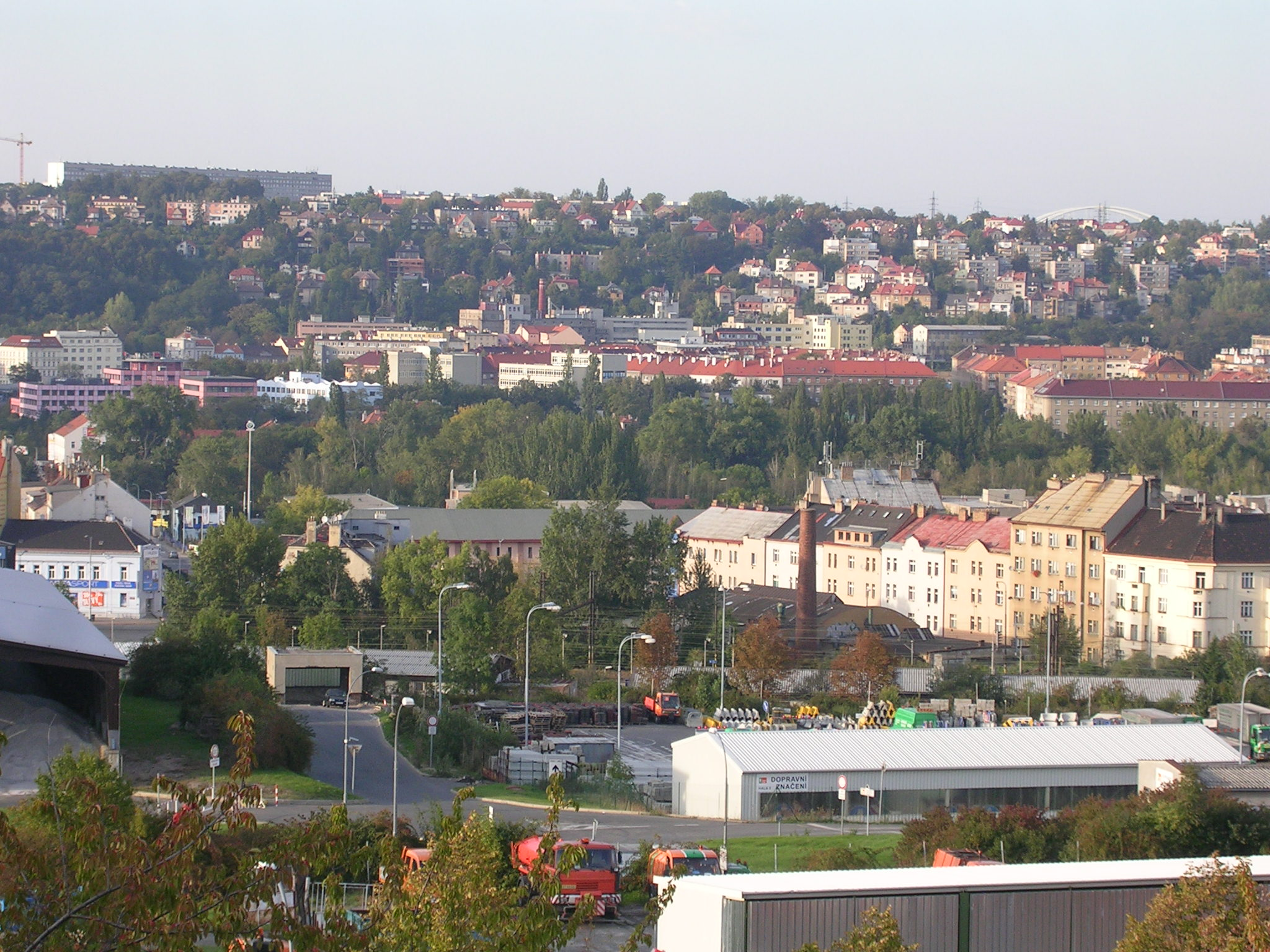
Zicht over Vysočany

Vysočany is een wijk van de Tsjechische hoofdstad Praag. Tot het jaar 1922 was het een zelfstandige gemeente, sindsdien is het onderdeel van de gemeente Praag. Tegenwoordig maakt het grootste gedeelte van Vysočany deel uit van het gemeentelijk district Praag 9 en een klein deel hoort bij Praag 3. De wijk heeft 11.274 inwoners (2006).